# Hans Fellgiebel
Victor Hans Fellgiebel (* 17. November 1889 in Breslau; † 4. September 1977 in Elmshorn, Schleswig-Holstein) war ein deutscher Landstallmeister und Hippologe.

## Familie
Hans Fellgiebel wurde 1889 als Sohn des Gutsbesitzers Albert Fellgiebel und dessen Ehefrau Wilhelmine geborenen Schmidt geboren. Er war der jüngere Bruder des deutschen Widerstandskämpfers Erich Fellgiebel sowie der Vater der deutschen Reiterin Inge Theodorescu und damit Großvater von Monica Theodorescu.

## Leben

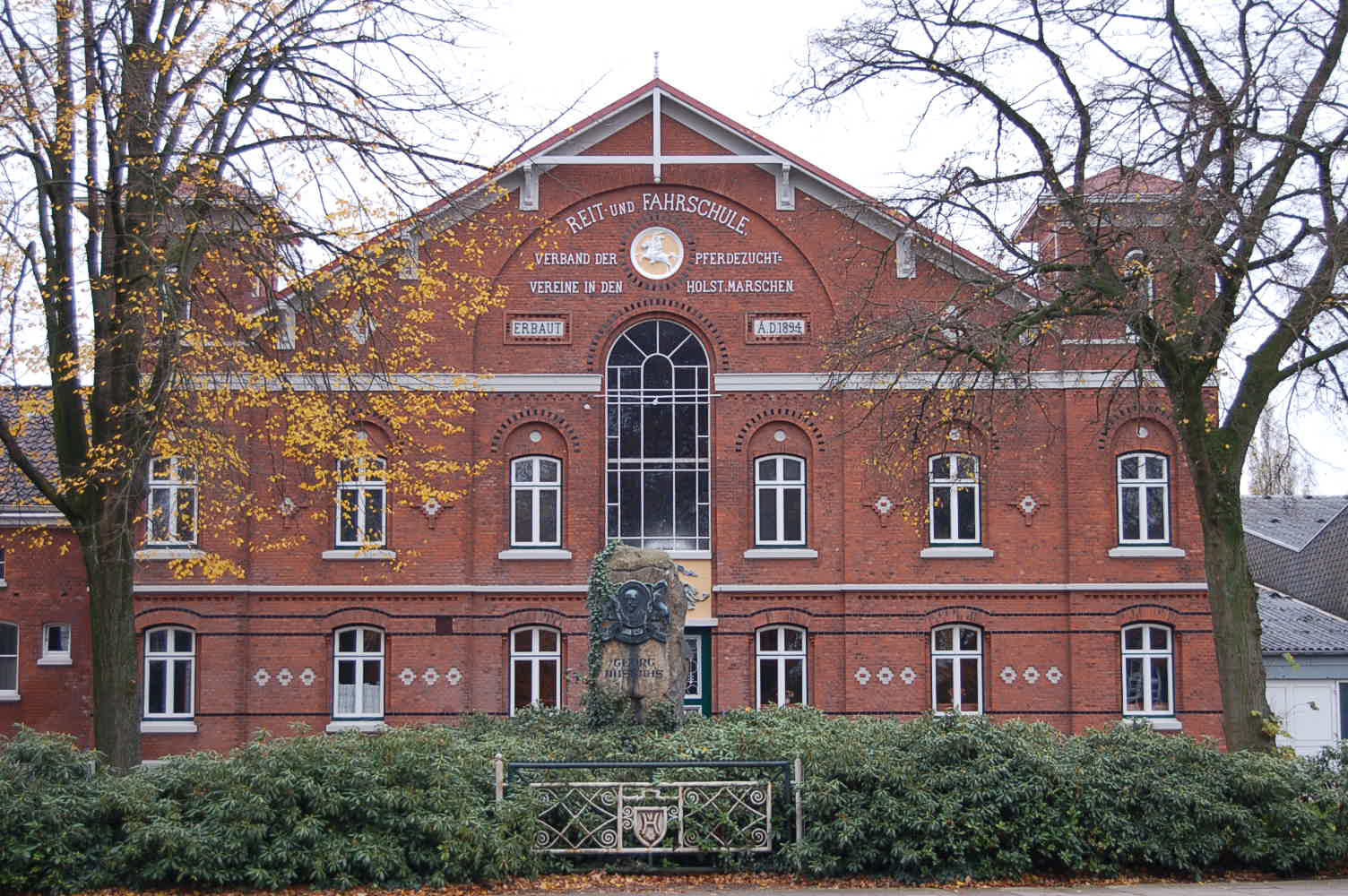
Die Reit- und Fahrschule Elmshorn, heute Mittelpunkt der Holsteiner Pferdezucht

### Bis zum Zweiten Weltkrieg
Fellgiebel wuchs auf dem familieneigenen Gut Poklatki in Buchenhagen in der Nähe von Kostschin in Westpreußen auf. Nach der Schule legte er eine Lehre für Landwirtschaft und Tierzucht ab.
Nach dem Ersten Weltkrieg wurde die Familiendomäne aufgelöst, Fellgiebel arbeitete in Folge mit Fahrpferden auf verschiedenen Gütern in Hinterpommern. In dieser Zeit hatte er bereits Geschäftskontakte nach Elmshorn, wohin man ihn 1926 als Direktor der Reit- und Fahrschule holte. Hier sorgte er dafür, dass der Schwerpunkt der dortigen Aktivitäten auf den aufblühenden Springreitsport gelegt wurde, der heute prägend für die Holsteiner Pferdezucht ist. Von 1936 an folgten Stationen in Soltau, Aalen und Bremen.

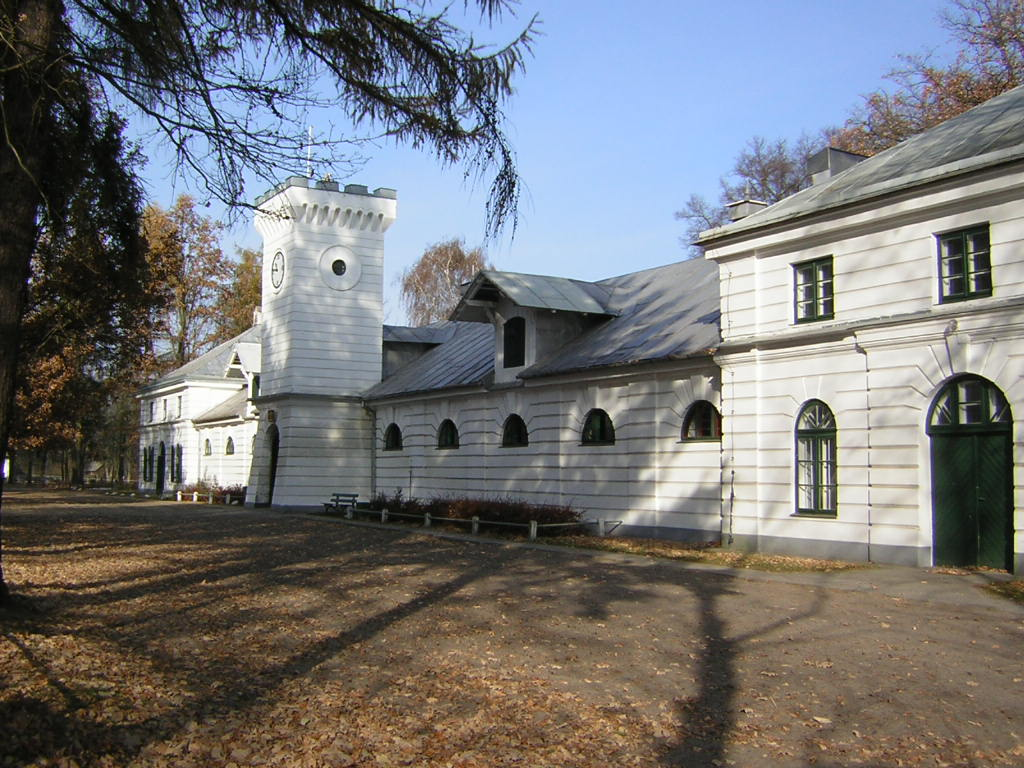
Das Gestüt Janów Podlaski, Wirkungsort von Hans Fellgiebel während des Zweiten Weltkrieges

### Kriegsjahre
Nach dem Überfall auf Polen 1939 wurde Fellgiebel von Gustav Rau, der nun Oberstintendant und Beauftragter für Pferdezucht und Gestütswesen im Generalgouvernement war, in die besetzten polnischen Gebiete berufen. Hier übernahm Hans Fellgiebel ab 1940 die Leitung des großen Arabergestüts Janów Podlaski. Hier behielt er das polnische Personal auch in Führungsebenen bei und setzte sich auch für dieses ein.
Im Jahr 1942 traf er hier mit dem Verhaltensforscher Bernhard Grzimek zusammen. Dieser sollte hier erforschen, ob Pferde einen Richtungssinn haben und alleine über fremdes Gebiet zu ihrem Stall zurückfinden. Fellgiebel lehnte Grzimeks Forschungsarbeiten zunächst ab, da das Gestüt zu diesem Zeitpunkt ohne Tierarzt war und Grzimek nicht bereit war, die dringend notwendigen veterinärmedizinischen Maßnahmen vorzunehmen. Letztlich stellte Fellgiebel Grzimek aber doch seine Tochter Karin als Hilfe zur Verfügung, die Grzimek auch das Polnische dolmetschte. Hans Fellgiebel wurde zu diesen Versuchen von seiner Tochter Inge zitiert:

„Das weiß doch jeder Idiot, dass ein Pferd nur nach Hause findet, wenn es den Weg schon einmal gegangen ist.“

Dies bestätigte sich auch aus Grzimeks Forschungen. Bezüglich des guten Umgangs von Fellgiebel mit der polnischen Bevölkerung und dessen Ablehnung der Hitler-Regierung sagte Bernhard Grzimek in einem Interview im Jahre 1977:

„Ich habe erst jetzt erfahren, dass alle Partisanen, die ja rundherum in den Wäldern saßen, verständigt waren, dass, wenn ein Offizier aus dem Gestüt kam, ihm nichts geschehen sollte. Ich war damals froh, dass meine Pferde nicht freiwillig in den Wald liefen.“

Im Jahr 1944 kam es zur Evakuierung des Gestüts in Richtung Westen. Fellgiebel, zu diesem Zeitpunkt Oberstleutnant, wurde in das Führerhauptquartier beordert. Hier wurde er festgenommen, da sein Bruder Erich Mitverschwörer des Attentats vom 20. Juli 1944 war. Bis zum Ende des Zweiten Weltkrieges blieb Hans Fellgiebel in Haft, anschließend kam er in französische Gefangenschaft. Aus dieser wurde er vermutlich im November 1945 entlassen.

### Wirken in der Bundesrepublik
Nach dem Krieg bekam Fellgiebel erneut eine Führungsaufgabe übertragen: Er leitete nun das damalige Landgestüt Bad Harzburg-Bündheim. In den 1950er Jahren trat Fellgiebel in den Ruhestand. Er war jedoch weiterhin aktiv und leitete in Bündheim eine Reitschule mit angeschlossenem Ferieninternat für Kinder, die hier das Reiten erlernen konnten.
Zudem war er Vorstandsmitglied der 1949 neugegründeten Gesellschaft der Züchter und Freunde des Arabischen Pferdes.

## Fahrsport
Die Grundlagen seines fahrsportlichen Wirkens übernahm Fellgiebel von Benno von Achenbach.
Ende der 1950er Jahre kam die Leistungsfahrt des Deutschen Fahrderby in die Kritik, nachdem aufgrund überschnellen Fahrens Pferde zuschanden gehetzt worden waren. Hierzu äußerte sich Fellgiebel:

„Was soll es […] mit Peitsche und allen sonstigen Hilfen auf Teufel komm heraus’ zu fahren. Ich habe Fahrer gesehen, die am Ende der Deichsel standen und sich […] wie Irre gebärdeten.“

Im September 1961 fuhr Fellgiebel mit einem Gespann von vier Haflingern drei Tage lang eine 256 Kilometer lange Sternfahrt nach Innsbruck. Diese Fahrt war von Otto Schweisgut, dem Präsidenten der Welt-Haflinger-Vereinigung organisiert, um für das Gespannfahren und für die Haflingerzucht zu werben. Fellgiebel, der zuvor noch nicht mit Haflingern gearbeitet hatte, wird zu dieser Fahrt zitiert:

„Nie hätte ich diesen kleinen, starken Pferden eine solche Leistungsbereitschaft zugetraut. Mit ihrem freundlichen, anschmiegsamen Wesen werden sie sich als praktische Wirtschaftspferde die Welt erobern.“

Hans Fellgiebel gilt heute als einer der bedeutenden Vertreter und Lehrer des deutschen Fahrsystems. So wird sein 1930 veröffentlichtes Buch „Die Fahrschule“ in einer Reihe mit „Anspannen und Fahren“ von Benno von Achenbach und „A magyar koscizás“ von Tibor von Pettkó-Szandtner als eine der Grundlagen des heutigen Fahrsports gesehen.

## Werke
- Die Fahrschule: die Grundsätze der Beschirrung, des Anspannens und des Fahrens im Arbeitszug und im Kutschwagen. Olms, Hildesheim 1986, ISBN 3-487-08272-1. (Reprint der Ausgabe: Parey, Berlin 1930)
- Das polnische Araber-Hauptgestüt Janow Podlaski 1919–1946. Selbstverlag, Bad Harzburg 1952.